# ヤン・コルネリスゾーン・フェルメイエン
ヤン・コルネリスゾーン・フェルメイエン（Jan Cornelisz. Vermeyen　、Joannes Maiusとも、1500年ころか1504年ころ生まれ、1559年没）はフランドルの画家である。神聖ローマ皇帝カール5世のチュニス征服に同行し、戦争の場面を描いたことなどで知られる。

## 略歴
現在のオランダ、アムステルダム大都市圏のベーフェルウェイク(Beverwijk)で生まれた。各地を旅して働いた画家、ヤン・ホッサールト(c.1478-1532)と働き、1525年にはメヘレンでハプスブルク領ネーデルラント総督のマルグリット・ドートリッシュの宮廷で働いた。マルグリット・ドートリッシュの没後、マリアの甥の神聖ローマ皇帝、カール5世のために働いた。
ネーデルランドの画家の伝記を出版したカレル・ファン・マンデル(1548-1606)によれば、フェルメイエンは1533年から1534年の間、神聖ローマ皇帝カール5世がオスマン帝国支配下のチュニス（チュニジア）を攻撃する艦隊に同行し、その戦いを記録することを命じられたとされる 。フェルメイエンが描いたキリスト教徒の勝利の情景は版画として残され、カール5世の妹でハプスブルク領ネーデルラント総督になったマリア・フォン・エスターライヒがウィレム・デ・パンネマーケル(Willem de Pannemaker)らに作らせたタペストリーのデザインとして残された。

## 作品

### チュニス征服に関する作品

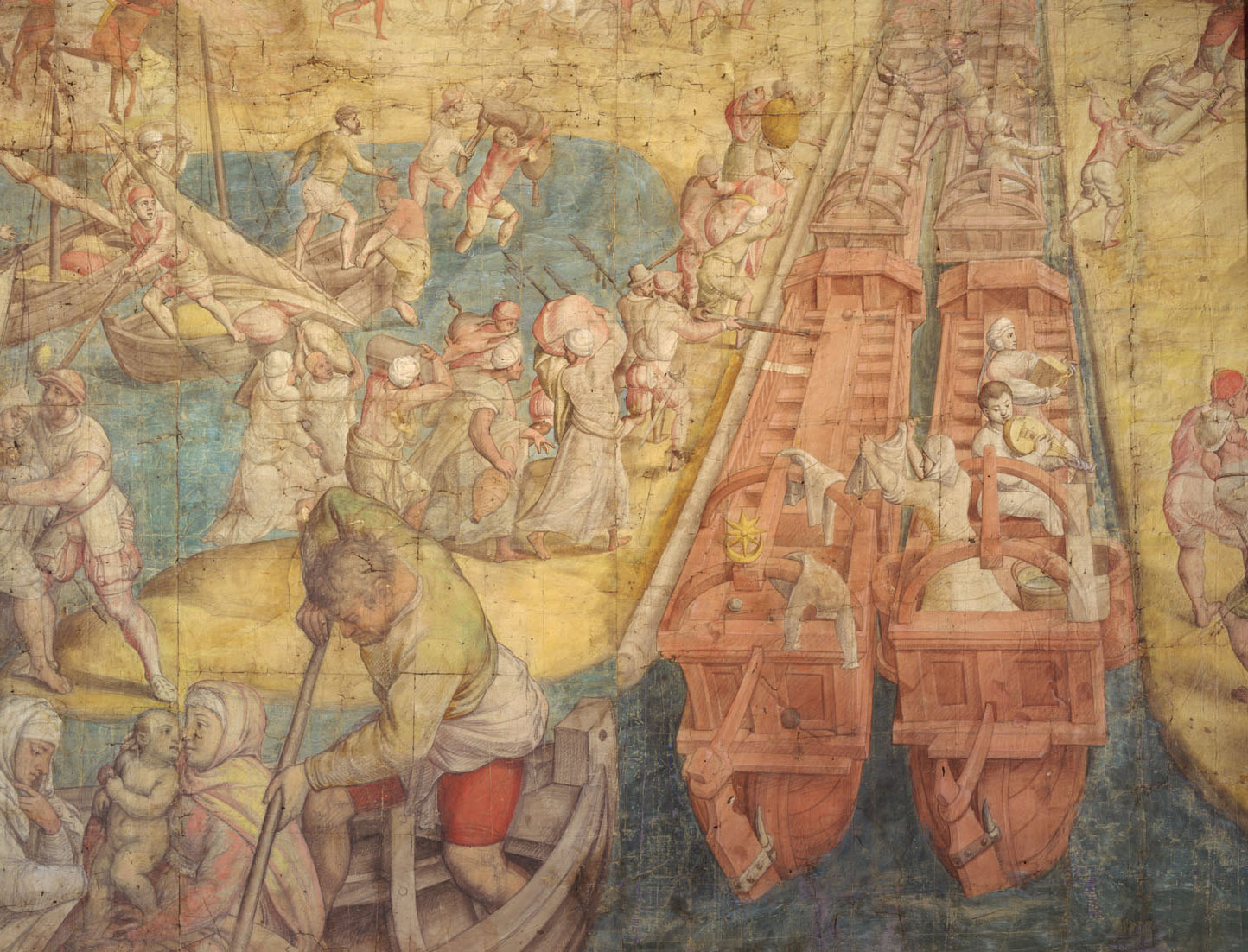
チュニス征服を終えて帰還する船に乗り込むへ軍勢
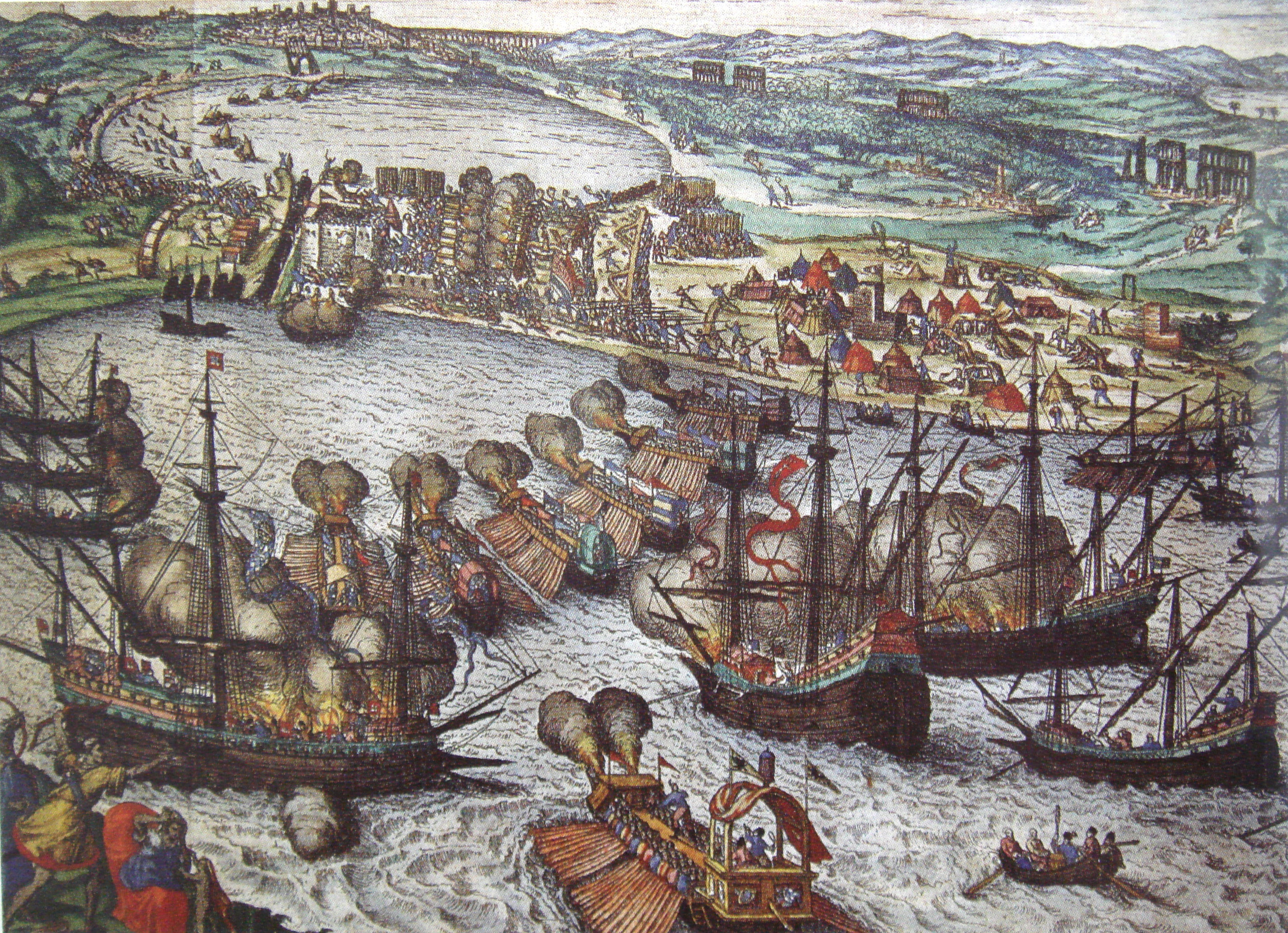
フェルメイエンの原画、Frans Hogenbergの版画
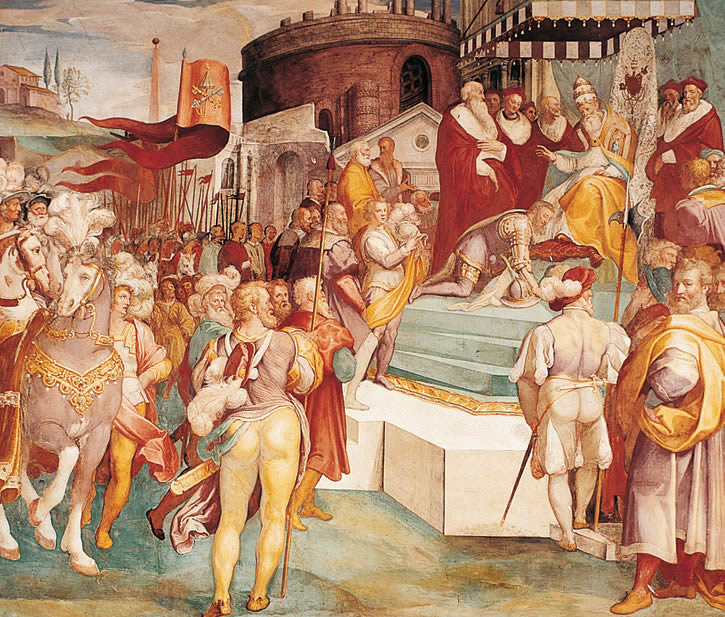
法皇にチュニス征服を報告するカール5世(タペストリー)

### 肖像画他

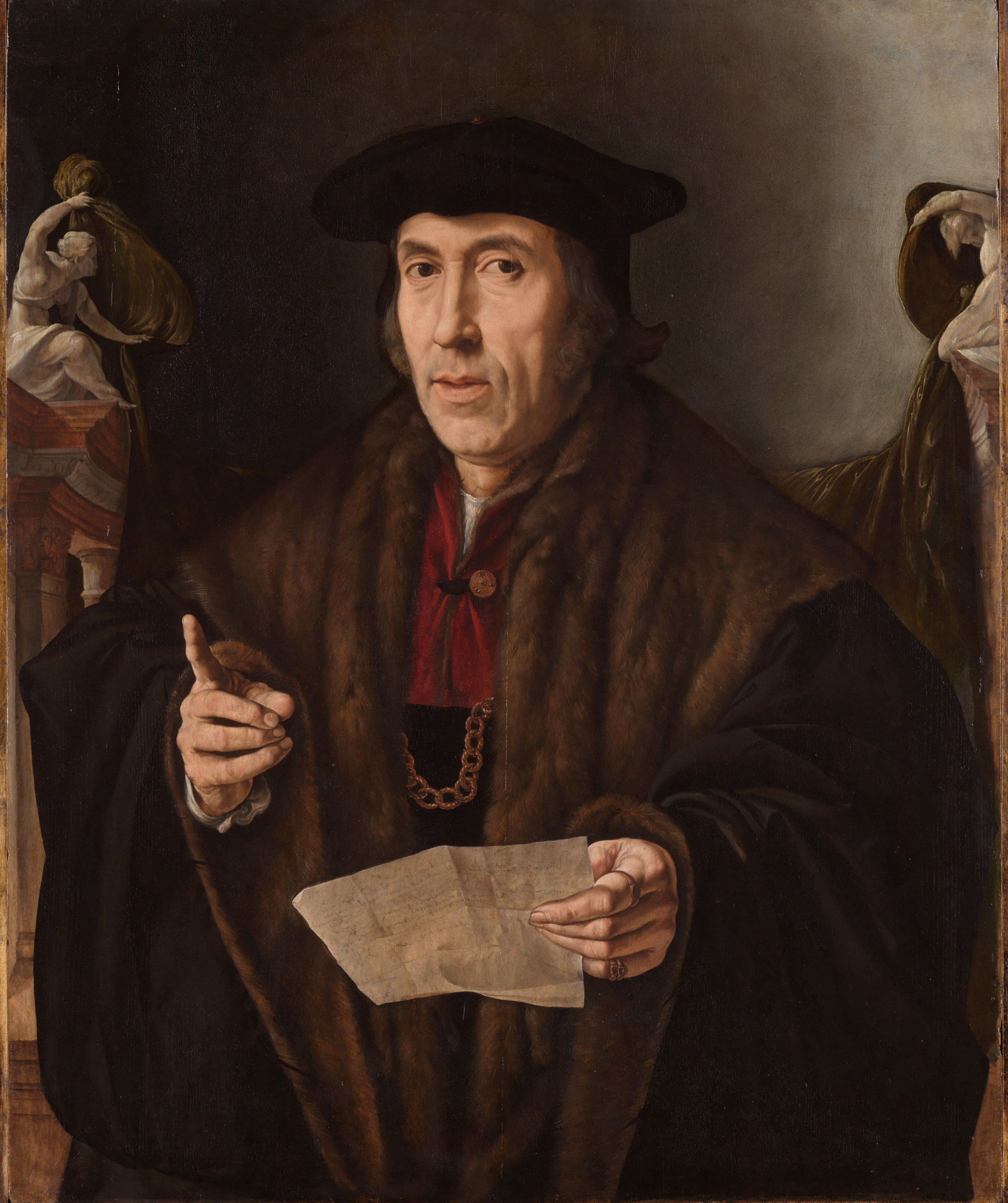
男の肖像
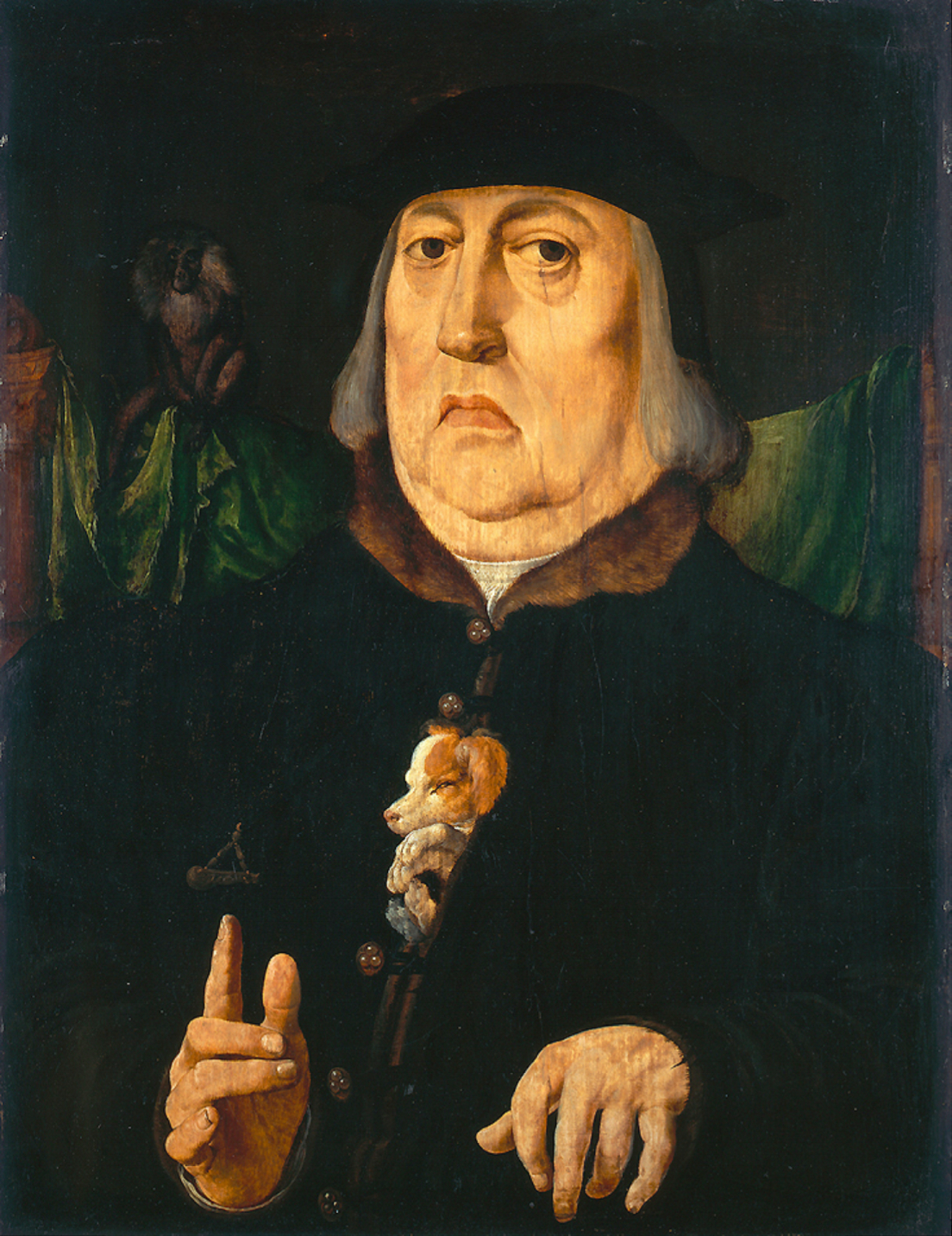
男性の肖像（ヘルマン・ファン・ゴーダと思われる）
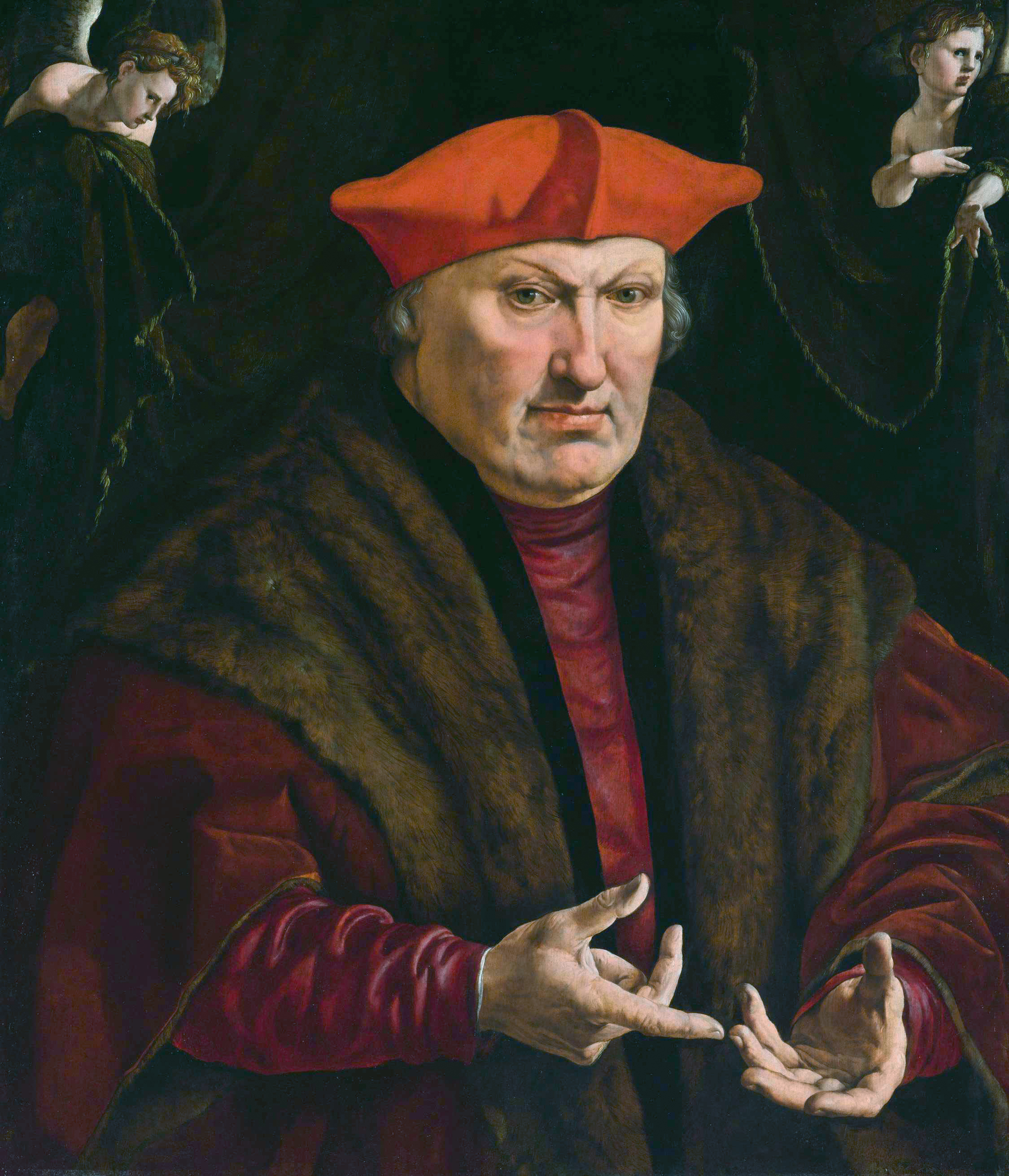
リエージュ司教エラール・ド・ラ・マルクの肖像
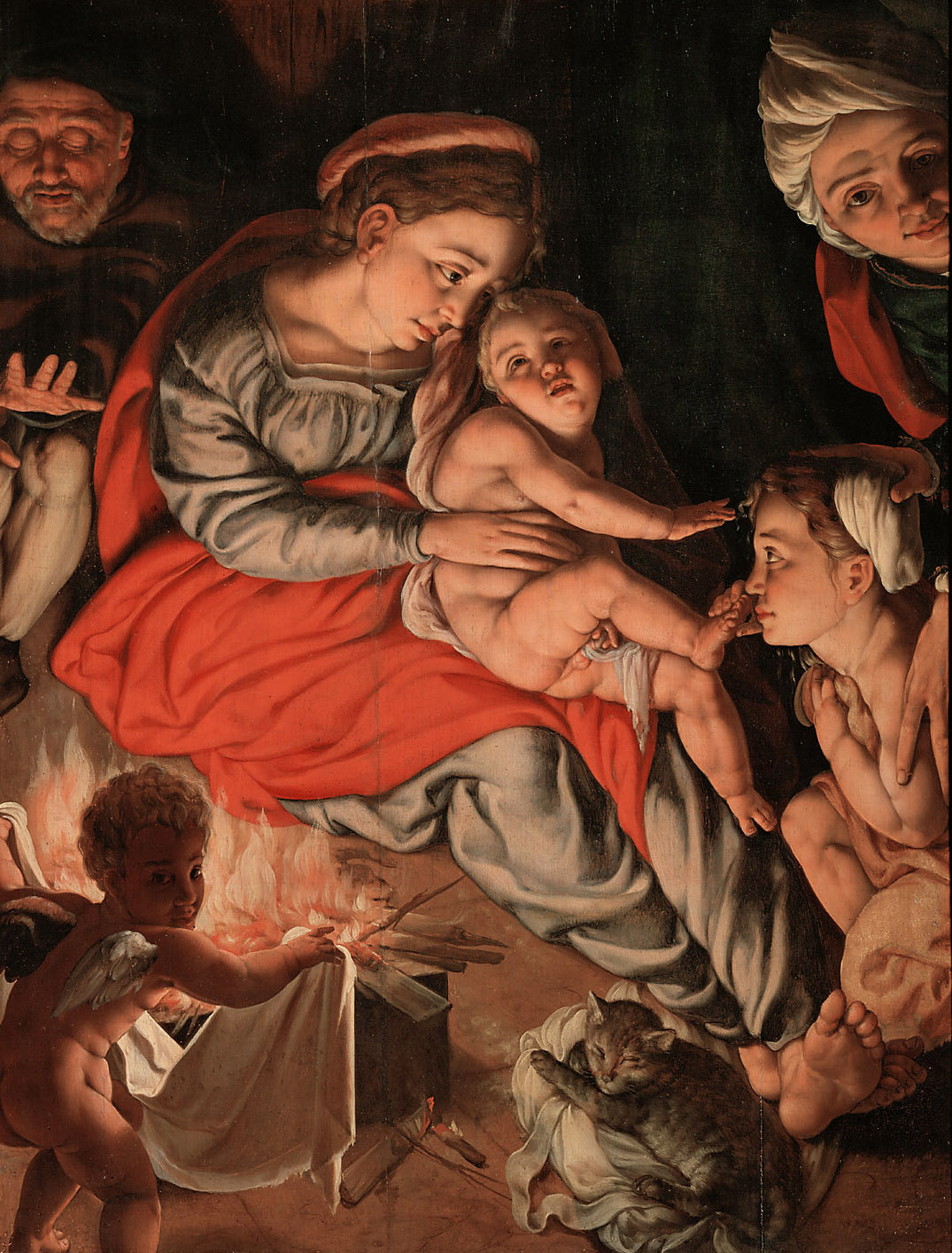
Holy Family at the fire